# NGC 465
NGC 465 је расејано звездано јато у сазвежђу Тукан које се налази на NGC листи објеката дубоког неба.
Деклинација објекта је - 73° 19' 27" а ректасцензија 1h 15m 42,7s. Привидна величина (магнитуда) објекта NGC 465 износи 11,5. NGC 465 је још познат и под ознакама ESO 29-SC40.